# 玉臺新詠
《玉臺新詠》，作者不詳，一說是南朝徐陵所編集，凡10卷，收詩769篇，主要收錄男女閨情之作。

玉臺新詠以「選錄豔歌」為宗旨，選錄東周至梁時的詩歌，收詩769篇，有五言詩8卷，歌行1卷，五言四句詩1卷，只有《越人歌》一首為東周作品，其餘皆漢朝以後的著作，是今日研究漢到梁之詩歌的重要參考資料，中國最長篇敘事詩《孔雀東南飛》首見於此書，除豔歌外，《上山采蘼蕪》寫女性遭遇婚變，《嬌女詩》寫活潑可愛的少女，《王昭君辭》寫王昭君遠嫁異邦的辛苦。其他還有班婕妤、鮑令暉、劉令嫻等女作家的作品。
2004年章培恒考證出《玉臺新詠》爲陳後主妃子張麗華所撰錄，只是陳亡時張麗華被殺而不再用她的名字，並認為《隋书·经籍志》的著录《玉臺新咏》为“徐陵撰”乃是“徐瑗撰”之误。
《玉臺新詠》是繼《詩經》、《楚辭》之後中國古代的第三部詩歌總集。收錄作品上至西漢下至南朝梁代，主要收男女閨情之作。從內容廣泛性看來，它不如成書略早的《文選》。

## 版本
今日可見的最早刻本，是南宋的陳玉父序刻本，分十卷，收有六百九十首詩。後來明代的許多刻本，都是根據陳玉父本刻印的。但不知何時，這些本子中攙入了一百七十九首詩，全書成了八百六十九首詩。直到明末吳郡趙均得到宋本，才知是後人加入。於是趙氏仿宋本刻印行世（仍保留那一百七十九首），這就是趙氏寒山堂刻本。1955年文學古籍刊行社本的《玉臺新詠》，就是用這個本子影印的。
清朝康熙年間，吳江秀才吳兆宜見到宋陳玉父刻本，便用宋本與趙氏寒山堂本互校，進行文字訛誤的改正，並把後人增入的一百七十九首詩移至每卷末尾，作為附錄。同時，吳兆宜又做了十卷的《玉臺新詠箋注》，包括作者簡介、作品題解和字詞箋釋三部份。之後，乾隆時的程琰用明嘉靖年間刻本與吳本對校，於乾隆三十九年（1774年）由稻香樓刻版印行。現在所看到的吳注本基本上都是經過程琰修訂的。到了1985年，吳注《玉臺新詠箋注》經穆克宏點校，對正文和注文都做了大量的校正，書末附上各種版本的序跋，由中華書局出版。
另有光緒五年（1879年）的宏達堂刊本，1935年世界書局標點排印了這個注本，並附入明鄭玄撫的《續玉臺新詠》，此收錄了陳代和隋代的一些玉臺體詩歌，可作為研究這一時代文學源流的參考資料。